# Formula Ford
La Formula Ford è un campionato monomarca per vetture da corsa a ruote scoperte, attualmente dotate di motori di serie Ford Duratec 1600 GT.
Nata in Inghilterra alla fine degli anni sessanta, La Formula Ford si è diffusa in molti paesi del mondo già dal 1972: sono nati campionati nazionali di Formula Ford in Europa (Austria, Belgio, Danimarca, Italia, Paesi Bassi, Portogallo, Svezia), in America (Brasile, Canada, U.S.A.), in Australia e in Nuova Zelanda.
In Italia attualmente esiste la Formula Ford Challenge (dal 2008 il nome è divenuto Trofeo Formula Libera), un campionato organizzato e gestito dalla Scuola Piloti di Henry Morrogh.

## Storia

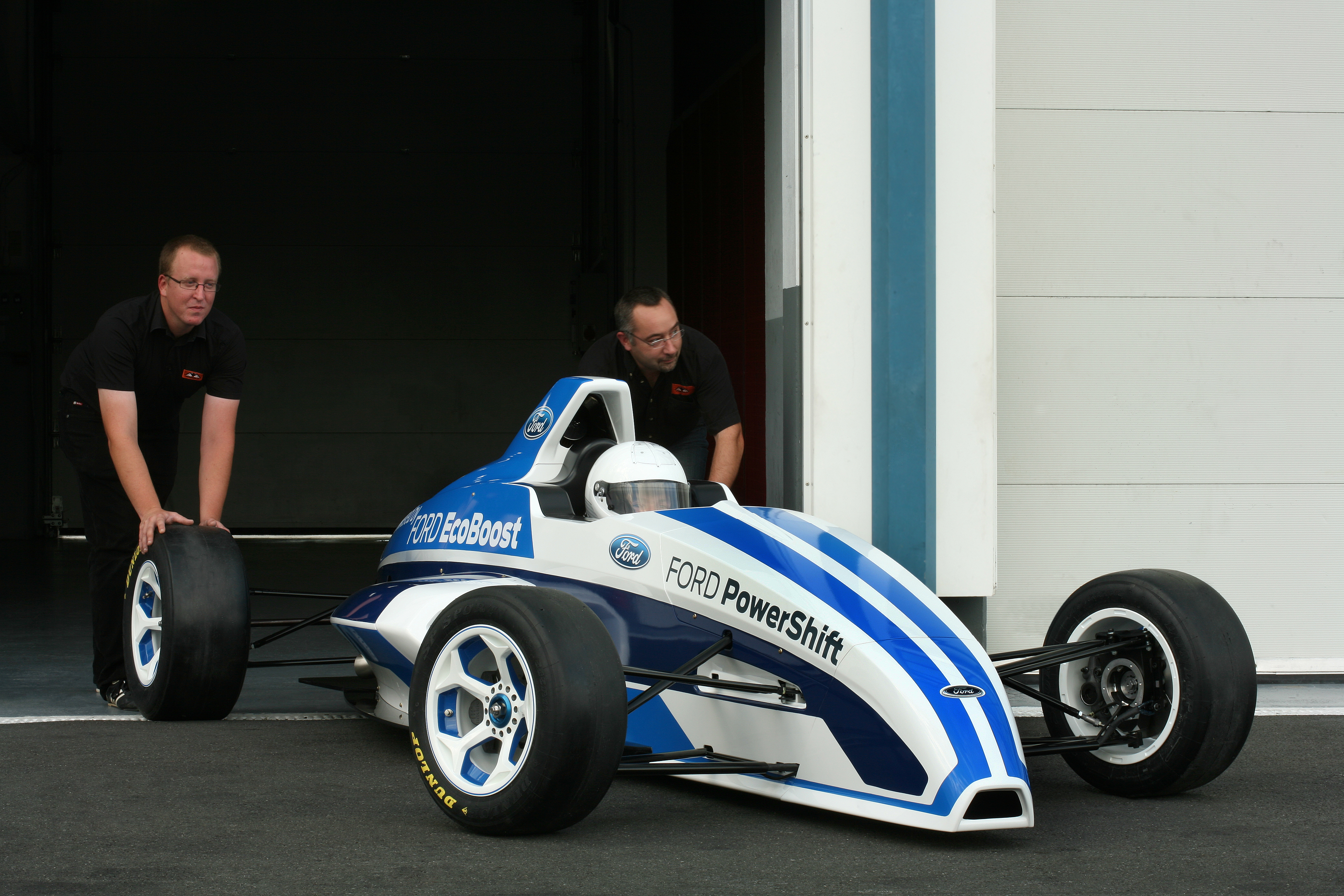
Una vettura di Formula Ford Ecoboost nel 2012

La Formula Ford nacque, e tutt'oggi esiste, con lo scopo di formare giovani piloti di talento da lanciare successivamente nel mondo dell'automobilismo professionistico.
L'invenzione della Formula Ford è attribuita a John Webb e Geoff Clarke: il primo era direttore responsabile del Circuito di Brands Hatch in Inghilterra, il secondo era il capo della scuola per piloti "Motor Racing Stables", attiva nello stesso circuito. Clarke adoperava nella sua scuola le vetture di Formula 3, la cui costruzione e manutenzione era però troppo onerosa: in particolare i motori non reggevano a lungo e le gomme da gara erano molto costose. Ebbe pertanto l'idea di sostituire il motore con un OHV 1600 cm³ Ford Kent, quello standard della Ford Cortina, di adoperare pneumatici stradali e di montare un telaio in acciaio appositamente realizzato dalla Lotus. Ne derivò una vettura veloce, affidabile e molto poco costosa.
La prima gara di Formula Ford venne disputata presso il Circuito di Brands Hatch il 12 luglio 1967: la vittoria andò a Ray Allen, alla guida di una Lotus 51; le vetture alla partenza erano tredici. Nei mesi immediatamente successivi l'interesse verso questo campionato crebbe improvvisamente, e negli anni settanta ci fu un vero e proprio boom, che proseguì anche nel decennio successivo. Dal 1972 furono creati campionati nazionali di Formula Ford in Europa (Austria, Belgio, Danimarca, Italia, Paesi Bassi, Portogallo, Svezia), in America (Brasile, Canada, U.S.A.), in Australia e in Nuova Zelanda.
Si calcola che tra gli anni settanta e gli anni ottanta siano state oltre 150 le marche produttrici di autovetture per Formula Ford, per un totale di oltre 8 000 veicoli e 30 000 piloti in tutto il mondo.
Ogni anno si svolge il Formula Ford Festival, un appuntamento di gare cui partecipano piloti dei più disparati paesi del mondo, è una specie di campionato del mondo di Formula Ford.

## Vetture
Dopo l'iniziale OHV 1600 cm³ Ford Kent della Ford Cortina, nel 1994 la Ford sostituì il vecchio motore 1600 Ford Kent cm³ con un 1800 cm³, 16-valvole Zetec. Nel 2006 fu adottato ancora un nuovo motore: 1600 cm³, 16-valvole DOHC Duratec.  Nel 2009, il Sports Car Club of America (SCCA) ha approvato il motore 1500 cm³, 16-valvole DOHC Honda L15A7 dalla Honda Fit per la competizione negli Stati Uniti per le loro competizioni Kent Engine, in particolare i deflussi del campionato nazionale ("SCCA National Championship Runoffs"), la fine della stagione Campionato nazionale per il motorsport amatoriale in quel paese. Il motore Honda non è legale in nessun altro paese con una lezione di motore del Kent.
Le più popolari marche costruttrici di telai sono attualmente: Van Diemen, Mygale e Spectrum. Nel corso degli anni alcune delle marche storiche del mondo automobilistico hanno preso parte alla Formula Ford; tra di esse: Titan, Lotus, Merlyn, Hawke, Citation, Swift, Euroswift, Elden, Reynard, Crosslé, Lola, Zink Bowin, Royale, Cooper, Toleman.

## Campionati Internazionali
I campionati per le Formula Ford si svolgono in molti paesi del mondo. Ciascuno segue essenzialmente le stesse regole e regolamenti, con piccole variazioni per le condizioni locali.

### Campionato britannico di Formula Ford
La serie britannica è il campionato mondiale di Formula Ford più conosciuto. Creato nel 1976, il campionato ha seguito tutte e quattro le generazioni di regolamenti e specifiche. Nel 2013, la serie ha adottato la specifica Formula Ford EcoBoost 200, che include un aumento della potenza del motore EcoBoost, insieme all'aggiunta di un pacchetto aerodinamico completamente regolabile che include ali anteriori e posteriori mai utilizzate in precedenza nel campionato britannico. Un altro cambiamento per la stagione 2013 fu che le auto della classe Duratec non erano ammissibili per il campionato, lasciando solo la classe EcoBoost. La serie è tornata anche a supportare il BTCC. Nel 2016 è stato rinominato F4 British Championship. 

### Formula Ford EuroCup
La Formula Ford EuroCup, conosciuta originariamente come European Formula Ford Championship, è il campionato europeo internazionale per i concorrenti di Formula Ford, creato nel 2011. Ha lo scopo di offrire ai piloti esperienza sui circuiti di gara europei ed è stato diviso in due campionati, ovvero i campionati del Benelux e il campionato scandinavo. Mentre i singoli eventi nominano un vincitore, non esiste un punteggio complessivo per dichiarare un campione della serie.

### Australian Formula Ford Series
Si tiene ogni anno dal 1970, originariamente come serie nazionale e dal 1993 al 2013 come campionato australiano di Formula Ford. Il motore di è stato cambiato dal motore Kent di prima generazione al motore Ford Duratec di terza generazione di origine Mazda nel 2006. Nel 2014 il campionato è stato declassato a una serie nazionale con auto con motore Duratec e auto con motore Kent entrambe idonee a competere nello stesso campionato. Attualmente, il vincitore vince un biglietto per un gruppo di scouting per la IndyCar alla fine della stagione.

## Piloti
I piloti che hanno gareggiato in Formula Ford e che successivamente sono approdati in Formula 1 sono numerosissimi. Tra coloro che poi si sono laureati campioni in Formula 1 vi sono: Emerson Fittipaldi, Jody Scheckter, James Hunt, Mika Häkkinen, Damon Hill, Nigel Mansell, Ayrton Senna e Michael Schumacher.